# Jeannette Altwegg
Jeannette Altwegg, född 8 september 1930 i Bombay, död 18 juni 2021, var en brittisk före detta konståkare.
Altwegg blev olympisk guldmedaljör i konståkning vid vinterspelen 1952 i Oslo.